# Oberonia maxima
Oberonia maxima là một loài thực vật có hoa trong họ Lan. Loài này được C.S.P.Parish ex Hook.f. mô tả khoa học đầu tiên năm 1888.